# Georg Emmerich (Politiker)

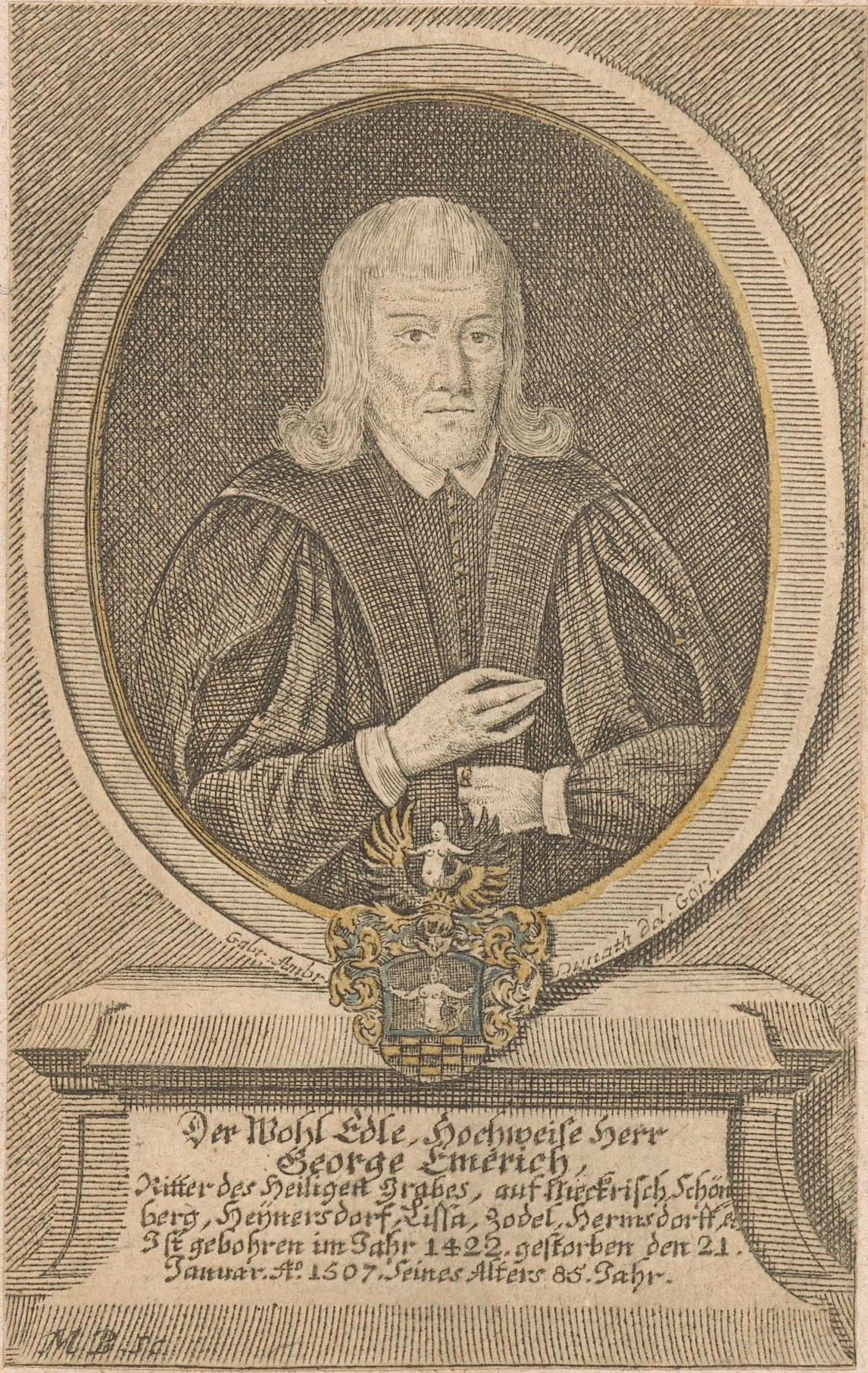
Georg Emmerich (Moritz Bodenehr nach Gabriel Ambrosius Donath, vor 1750)

Georg Emmerich (* 1422 in Glatz, Königreich Böhmen; † 21. Januar 1507 in Görlitz, auch Georg Emerich geschrieben) war ein reicher Kaufmann und mehrmals Bürgermeister von Görlitz (1483, 1488, 1494, 1498, 1502). Er war an der Erbauung des Heiligen Grabes zu Görlitz beteiligt und ein Vorfahre des Görlitzer Bürgermeisters Hans Emmerich.

## Herkunft
Georgs Mutter hieß Margarethe Sauermann und kam aus Breslau.
Georgs Vater Urban Emmerich, ein reicher Kaufmann und Bürgermeister aus dem Geschlecht der Emmerich, wanderte etwa zehn Jahre nach Georgs Geburt nach Görlitz ein. Er brachte die „Stadtbehörde“ hauptsächlich unter seinen Einfluss, nachdem er Margarethe, Tochter des Bürgermeisters Paul Rinkengießer, geheiratet hatte, der die Grundlage dieses Einflusses gewesen ist. Agneta von der Heide war seit 1459 in Görlitz seine dritte Ehefrau.
Georgs älterer Bruder hieß ebenfalls Urban (* um 1400 in Glatz oder Leopoldshain bei Görlitz), seine drei Schwestern Dorothea, Hedwig und Regina und seine zwei jüngeren Halbgeschwister Margarethe Wenzel. Nikel Emrich, wohnhaft in Lauban, dessen Tochter Anna den Hans von Stromnitz, Kanzler von Glogau geheiratet habe, ist nach der Emrichschen Familienchronik ein weiterer Halbbruder aus dieser Ehe, was Richard Jecht aber bezweifelte, da er in den vollständig erhaltenen Görlitzer Stadtbüchern dieser Zeit nicht zu finden ist.

## Leben
Georg sei ein „(fast) sehr langer Mann“ mit „lang grau Haar“ gewesen, habe als Kleidung eine Schaube oder Pelz von schwarzem Otterfutter mit Peuscheln und ein „Leibröcklein“ getragen und sei durch seine Körperstatur in Quellen auch als „der lange Georg“ bezeichnet worden. Sein Haus, der große Brauhof am Untermarkt 1, den schon sein Vater Urban, zu Beginn des 15. Jahrhunderts die Ermelreichs (Franziskus Ermelreich und seine Kinder) und darauffolgend Paul Rinkengießer besaßen, stand „in der Webergasse an der Ecke des Untermarktes und reichte bis zu Bäckergasse“. Es wurde 1853 bei der Verbreiterung der Webergasse abgebrochen. Georg hielt sich an die Stadtverordnungen und verlangte dies auch von den Bürgern. Seine Schrift ist zwar nicht leicht leserlich, wie aus einer Reihe von seinen Originalschreiben festgestellt wurde, aber sein Schreibstil, im Gegensatz zu dem seines Unterstützers Johannes Frauenburg, klar, kurz, sachlich, mit einfacher Satzbildung und in diesem Sinne „modern“, wie Jecht beschreibt. Er sei auch „gewaltig und so verhalten gewesen“, dass ihm niemand gerne widersprochen habe. Seinen Reichtum habe er sich zwar ehrlich aber auch zum Schaden der Stadt und mit „vielfältiger Beschwerung von Arm und reich erworben“. In seine Fußstapfen als größter Kaufmann der Stadt Ende des 15. Jahrhunderts trat sein jüngerer Zeitgenosse Hans Frenzel, der seine Lehre als Handelsdiener zumindest gegenüber seinen Eltern sehr sparsam begann und einen Zuschuss ablehnte, weil er sie nicht „unnützlich“ ums Geld bringen wollte. Hans besaß seit 1499 den Brauhof Untermarkt 5.
Georg studierte in Leipzig nach Jecht Jura und erwarb im Wintersemester 1453 das Baccalaureat, das allerdings nur in der Philosophischen Fakultät verzeichnet ist. Nach Waldemar Lippert (1901) war die Baccalaureusprüfung am 9. März 1454. Erst Anfang der 1460er Jahre kehrte er nach Görlitz zurück. Möglicherweise machte er noch in Leipzig Handelsgeschäfte, die er später nach Görlitz verlagerte.
Nach Görlitz zurückgekehrt, entwickelte er sich durch seine scheinbare, nicht immer rücksichtsvolle Zuneigung zu Frauen bereits zu einem Ärgernis.
Georg sorgte für Familienstreitigkeiten durch die Liebschaft mit der Tochter Benigna Horschel des benachbarten Görlitzer Tuchmachers und hochrangigen Ratsherrn Nikolaus Horschel. Diese wurde 1464 schwanger, doch die Familie Emmerich verweigerte die Ehe. Gunhild Roth berichtet von einer Vergewaltigung Benigna Horschels am Pfingstsonntag des Jahres 1464 im Haus ihres Vaters durch Georg Emmerich. Eine Schwangerschaft sei nicht nachweisbar. Die Familie Horschel habe daraufhin „die übliche Strafe für solche Vergehen“, nämlich Heirat, materielle Genugtuung und Buße gefordert. Der Streit beider Familien wurde in aller Öffentlichkeit ausgetragen. Der Rat zog Georg Emmerich wegen der darauf gefolgten „Ausschreitungen“ zur Rechenschaft und nicht wegen der Sache selbst, die weil sie geistlich gewesen ist auch mehr ein Fall für den Offizial zu Bautzen und in nächster Instanz den Bischof zu Meißen gewesen wäre. Georg Emmerichs Vater Urban gelobte die Zahlung von 800 rheinischen Gulden zu Weihnachten 1464. Dass Urban Emmerich Senior am 10. Oktober erneut Bürgermeister wurde, ist möglicherweise der Grund dafür, dass er die Zahlung dieser enormen Summe abwenden konnte. Offenbar verklagt Georg Emmerich Benignas Vater und ihren Onkel Martin Lauterbach später sogar noch in Leipzig, woraufhin einige Zeit später der Rat Partei gegen die Familie Horschel ergreift.
Nikolaus Horschel und Martin Lauterbach gehörten zu den Beteiligten der Görlitzer Pulververschwörung, einem Konflikt von 1466–1468 zwischen dem Görlitzer Stadtrat und dem böhmischen König Georg von Podiebrad, der Ende Dezember 1466 von Papst Paul II. für abgesetzt erklärt wurde. „Nickel“ Horschel stand auf Seiten Georg von Podiebrads, der mit dem ungarischen König Matthias Corvinus im Streit um die böhmische Krone stand. Corvinus war seit 1461 mit Georgs Tochter Katharina (* 1449) verheiratet, die aber schon Anfang 1464 nach einer Totgeburt verstarb. Georg Emmerich stand mit Johannes Frauenburg, der Emmerichs Partei folgte, auf Seiten Matthias’, der sich letztendlich auch durchsetzte, weil Georg von Podiebrad 1471 verstarb.
Die Pilgerreise nach Jerusalem, die er 1465 auf geistlichen Rat und wohl auch auf Bemühen seines Vaters antrat, war nicht nur Ausdruck tiefer Religiosität, sie endete für Emmerich auch mit der Absolution seiner Sünden: er wurde am 11. Juli zum Ritter des Ritterorden vom Heiligen Grab geschlagen. Als er zurück nach Görlitz kam, folgte er seinem Vater, Urban Emmerich, als Schöppe und Bürgermeister. 1470 wurde er Ratsherr und übte dieses Amt bis in das Jahr vor seinem Tod aus. Von 1479 bis 1502 kaufte er sich die Dörfer Thielitz, Nickrisch, Leopoldshain, Stolzenberg, Hermsdorf, Lissa, Zodel, Hennersdorf, Sohra, Neundorf, Sercha, Stadt Schönberg, Halbendorf und Leschwitz. 1478 unternahm er eine politische Geschäftsreise, die über Dresden, Regensburg und Pressburg nach Ofen zu Matthias Corvinus führte. 1481 saß er fest und wohlangesehen im Sattel der städtischen Politik, als der Bau des Heiligen Grabes begann. Nach einigen Jahren ließ er das Spital gegenüber der Frauenkirche erbauen.
Nach seiner Jerusalemreise heiratete Emmerich spätestens im Januar 1468 die vermögende Barbara Knebel aus Breslau, Tochter der Dorothea von Hörnig und des Breslauer Ratsherren Georg Knebel († 1452), und kam so „zum großen Teil“ seines Vermögens, wenn weitere Güter trotzdem erst nach seiner zweiten Ehe hinzukamen. Bis etwa 1480 hatte er nur Nickrisch und das durch seinen Vater ererbte Ludwigsdorf besessen. Die meisten der späteren Güter Georg Emmerichs habe Georg Knebel besessen – was in der Zwischenzeit seit 1452 damit geschah, ließ Oskar Pusch offen. Mit Barbara Knebel hatte Georg Emmerich neun Kinder. Nach dem Tod der Gattin heiratete er Ende der 1470er Jahre Peter Eschlauers Tochter Klara, die ihm drei Kinder gebar.
Georg Emmerich starb 1507 und wurde auf dem Nikolaifriedhof in Görlitz bestattet.
Das Testament, das er hinterlassen hatte, war „in sehr ungleicher Weise“ unter seinen Kindern aufgeteilt. Es entstand ein Rechtsstreit ums Erbe bis ins Jahr 1512.

## Nachkommen
Kinder aus erster Ehe (Barbara Knebel): Peter, Martin, Hans der Ältere, Katharina, Apollonia, Barbara, Magdalena, Margaretha und Dorothea und aus zweiter Ehe (Klara Eschlauer): Caspar, Hans der Jüngere und Anna

## „König von Görlitz“
Martin Luther soll Georg Emmerich einst den „(ungekrönten) König von Görlitz“ genannt haben. Dieses Gerücht ist nicht mehr nachweisbar, hält sich aber in der Lokalüberlieferung. So sei Emmerich von Luther „irgendwo“ so genannt worden (Manlius Hoffmann).
Luther erwähnt ihn im Jahr 1532 innerhalb seiner Auslegung zum Psalm 45 (Psalm 45,18 ), dem Lied zur Hochzeit des Königs (ohne ihn aber explizit „König“ zu nennen): “… Est enim in politia omnino hac virtute opus, ut, qui administrant respublicas, Sint excitati et gnavi, non somnolenti sed industrii, qualis fuit nostra aetate Emericus Gorlicensis …” (deutsch: „… Es sei [ist] von nöthen, daß die Regenten munter zu einem Ding und fleißig seien [sind], nicht verdrossen, sondern rüstig und thätig, dergleichen der Emerich zu Görlitz gewesen …“)
Nach Jecht habe ihn der Ungarische König Matthias (Corvinius) „der König von Görlitz“ genannt und Luther habe Emmerichs „Regsamkeit und Erfahrung“ in der Stadtverwaltung gepriesen. Im Original stammt die Überlieferung zu Corvinius von dem Görlitzer Konsulat und späteren Richter Paul Schneider, der in seinem Diarium (1532–1545) bezüglich Auseinandersetzungen mit dem lokalen Adel erwähnte: „Mich gedengkt, das Caspar Nostitz zu Rotenburg, heuptman hy zu Gorlitz, auch Jorg Emrich, den der konig Mathias den Gorlitzer konigk nannte, gen Offen forderte, […].“
Für seine Representierung scheint er einiges unternommen, sowie der Erinnerung an andere, gegebenenfalls stiftende Bürger entgegengewirkt zu haben. So finden sich seit seiner ersten Amtszeit als Bürgermeister von Görlitz (1483) keine Grabsteine von an der Barbara-Kapelle begrabenen Ratsherren mehr, wo ihre Amtsträgerschaft auf dem Grabstein entschieden zum Ausdruck gebracht wurde.

## Mitteilungen des Freiberger Alterthumsvereins
In den Mitteilungen des Freiberger Altertumsvereins wird Emmerich als eine aus Freiberg stammende Familie ausgegeben. Auch Georg Emmerich habe sich vor dem Jahr 1478 in Freiberg und dann erst in Görlitz aufgehalten, was besonders entgegen den bisherigen zahlreich belegten Angaben über ihn steht.
Ungeachtet dessen habe es in Freiberg „laut eines Confirmationsschreibens über eine alte Hospitalisierung“ einen Theodoricus Emmerich, Freiberger Bürgermeister im Jahr 1309, und gleichzeitig einen Ratsherr Hermann Emmerich gegeben. Mitte des 14. Jahrhunderts kämen Hans und Nicol Emmerich als Ratsherren vor. Nicol, vermutlich identisch mit „der alte Zehntner“, der 1390 aus Freiberg verbannt wurde.
Karl Wilhelm von Emmerich (* 1747; † 1824 in Krischa), preußisch sächsischer Generalmajor, entstamme auch dieser Familie.

## Leistungen
Von Hause aus Jurist, betrieb Emmerich einen umfangreichen Handel mit Tuchen und Getreide, mit Karpfen aus eigenen Teichen, auch mit Metall (wohl für die Städtische Münze). Er zeigte sich als Bergbauunternehmer in Böhmen wie in heimischen Steinbrüchen und erwarb, reich geworden durch den Handel, eine Anzahl Dörfer in der Umgebung, zum Beispiel ehemals Thielitz, Lissa, Hennersdorf (alle östlich der Lausitzer Neiße) und Nickrisch (das heutige Hagenwerder), dazu auch andere Ortschaften; wohl an die zwanzig Dörfer oder Dorfanteile mit ergiebigem Ackerboden und einer Vielzahl höriger Bauern. Hinzu kamen zahlreiche Häuser innerhalb der Mauern der Stadt und einige außerhalb gelegene Güter und Wiesen.

## Emmerich im Spiegel der Zeit
Emmerichs Zeitgenossen kannten ihn als Mann, der rücksichtslos und unbekümmert um die Wahl der Mittel nach Besitz strebte und Vorteile für sich nutzte, wo er sie fand. Seine Härte und Unnachgiebigkeit schufen nicht erst seit der Affäre mit Benigna Horschel Konflikte in der Familie wie auch bei Mitarbeitern und Untergebenen.
Die Chronik nennt ihn „von Person einen fast langen Mann mit langem Haar, das ihm bis auf die Schultern fiel, aber ohne Bart, einen schönen Mann.“ Zusammen mit seinem Vater, Urban Emmerich, schrieb er ein bedeutsames Stück Görlitzer Stadtgeschichte in der zweiten Hälfte des 15. Jahrhunderts.

## Legende

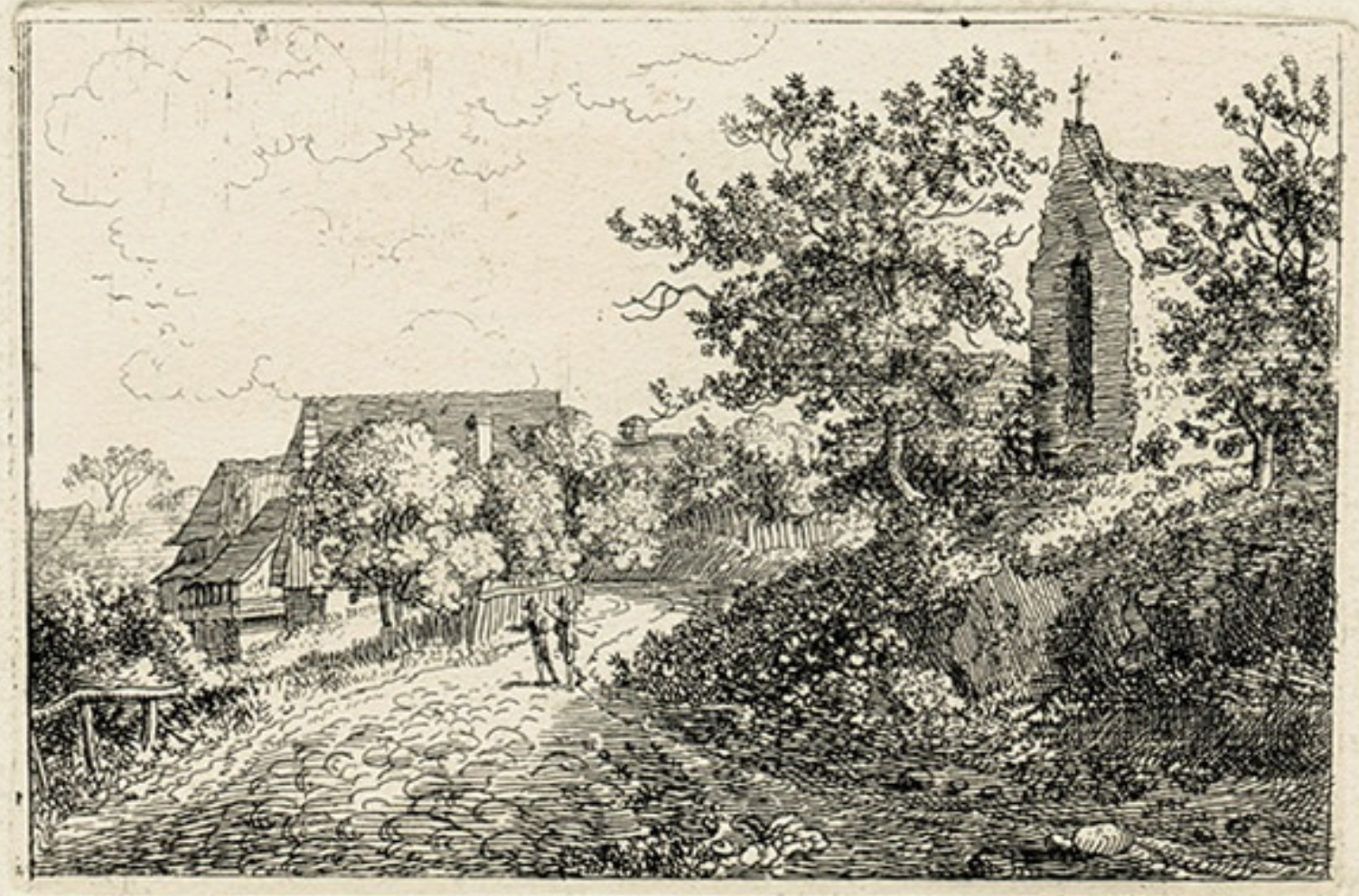
Christoph Nathe: Kapelle auf der Rothenburger Straße (früher: Galgengasse)

Von seiner Rückkehr aus Jerusalem gibt es folgende Legende: Kurz vor seiner Ankunft in Görlitz sandte er zwei Diener voraus, die sein Eintreffen ankündigen sollten. Einer kam mit Schürfwunden voraus und erzählte, er sei vom zweiten Diener angegriffen worden und Emmerich sei erschlagen worden. So hätte er sich die von ihm geraubten Kostbarkeiten Emmerichs und auch dessen Kleinod angeeignet. Der Rat sandte Scharwächter nach ihm aus und überführte ihn nach Görlitz. Man fand bei ihm die Kostbarkeiten, er konnte sich schwierig rechtfertigen und wurde zum Galgen geführt. Als Emmerich in die Nähe von Görlitz zurückkam, erzählte man ihm von der geplanten Hinrichtung seines Knechtes. Emmerich jagte daraufhin das Pferd mit den Sporen in die Stadt und erreichte sie „noch in der letzten Stunde“. So flog also die Lüge auf und der zuerst in Görlitz eingetroffene Diener wurde hingerichtet. An der Stelle, wo Emmerichs Pferd unter seiner Hast zusammenbrach, ließ er die Kapelle auf der Galgengasse (auch Kapelle auf der Rothenburger Straße) erbauen und in ihr ein Bild mit diesem Geschehnis aufhängen, wo es aber im 18. Jahrhundert heruntergenommen wurde.
Dass diese Kapelle, wie auch berichtet wurde, 1545 von Mattheus Graf erbaut worden sei, der damit seinen Totschlag an einem Altenberger sühnen wollte, trifft nach Theodor Neumann nicht zu, da um diese Zeit nicht eine katholische, sondern eine evangelische Kapelle gebaut worden wäre.